# China Open 2002
Il China Open 2002  è stato un torneo di tennis giocato sul cemento. È stata la 6ª edizione del torneo femminile, che fa parte della categoria Tier IV nell'ambito dell'WTA Tour 2002. Il torneo si è giocato a Shanghai in Cina, dal 9 al 15 settembre 2002.

## Campionesse

### Singolare
Anna Smashnova ha battuto in finale  Anna Kurnikova con il punteggio di 6–2, 6–3

### Doppio
Anna Kurnikova  /  Janet Lee hanno battuto in finale  Rika Fujiwara /  Ai Sugiyama con il punteggio di 7–5, 6–3